# Charlatan (oplichter)

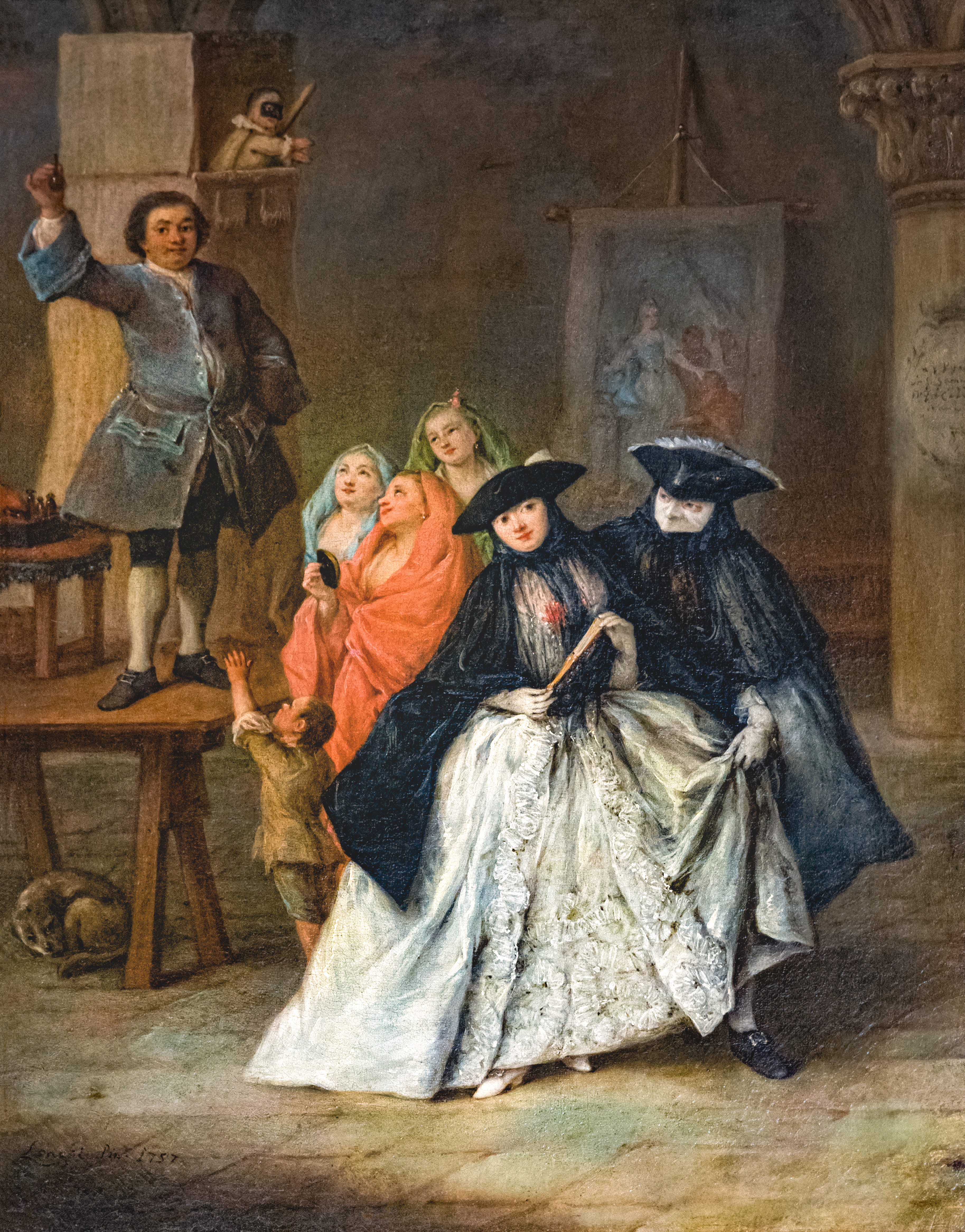
Pietro Longhi, De charlatan (1757)

Een charlatan is een speciaal soort oplichter die voorziet in de behoeften door systematisch mensen te bedriegen over haar of zijn afkomst, vaardigheden, intenties of prestaties. Een charlatan maakt gebruik van charme om mensen iets aan te smeren.
Het woord wordt ook wel gebruikt voor mensen die zonder zelf de bewuste intentie te hebben te misleiden ideeën of denkbeelden presenteren die zij zelf voor waar houden, maar die de wetenschappelijke toets der kritiek niet kunnen doorstaan. In de geneeskunde spreekt men dan vaak van kwakzalverij.

## Oorsprong
Het woord charlatan stamt uit het Frans. Reeds in 1543 kende men de term voor iemand die als 'marktschreeuwer' allerhande huismiddeltjes tegen diverse aandoeningen te koop aanbood, of die aflaten verkocht. Waarschijnlijk is het woord charlatan een samentrekking van het Italiaanse "ciarlare", mooipraterij of gebabbel, en "cerretano",  iemand uit Cerreto di Spoleto. Dit stadje was in de middeleeuwen een thuisbasis van reizende verkopers en marktlieden, die bekendstonden om hun gladde verkooppraatjes. Vanaf de 17e eeuw werd charlatan als scheldwoord gangbaar voor oplichter of kwakzalver, of iemand die een beroep te schande maakt door slechte uitoefening ervan.